# Оператор на Лаплас
Оператор на Лаплас (лапласиан, оператор делта) във векторния анализ е диференциален оператор, действащ в линейното пространство на гладките функции и означаван със символа {\displaystyle \ \Delta }.
Лапласианът на функцията {\displaystyle F\ } е 
{\displaystyle \left({\partial ^{2} \over \partial x_{1}^{2}}+{\partial ^{2} \over \partial x_{2}^{2}}+\ldots +{\partial ^{2} \over \partial x_{n}^{2}}\right)F}.
Операторът на Лаплас е еквивалентен на последователно прилагане на градиент и дивергенция: {\displaystyle \Delta =\operatorname {div} \,\operatorname {grad} },
като по този начин значението на оператора на Лаплас в дадена точка може да се изтълкува като плътност на източниците (или стока) на потенциалното векторно поле {\displaystyle \ \operatorname {grad} F} в тази точка.
В декартова координатна система операторът на Лаплас често се означава по следния начин: {\displaystyle \Delta =\nabla \cdot \nabla =\nabla ^{2}}, тоест като скаларно произведение на оператора набла по себе си.